# Farimah Farjami
Farimah Farjami, née le 8 mai 1952 à Téhéran et morte le 30 juin 2023, est une actrice iranienne.

## Biographie
Farjami meurt le 30 juin 2023, à l'âge de 71, après avoir subi deux accidents vasculaires cérébraux.

## Accueil critique et distinctions
Elle reçoit diverses distinctions, dont un Crystal Simorgh pour The Last Act en 1991. Son jeu dans des films, en particulier dans des drames féminins indépendants, est salué à plusieurs reprises par la critique. Elle est souvent désignée comme l'une des principales actrices de sa génération,,,.
Les performances de Farjami dans les rôles de jeunes femmes ou d'âge moyen errantes et hésitantes qui luttent contre des problèmes psychologiques et personnels sont admirées par les critiques de cinéma et remportent des prix, comme pour The Lead en 1988 (réalisé par Massoud Kimiai), The Last Act en 1990 (réalisé par Varouj Karim-Masihi), et Nargess en 1992 (réalisé par Rakhshan Bani-Etemad) au festival du film de Fajr.